# ジェリー・ムバコグ
ジェリー・ウチェ・ムバコグ（Jerry Uche Mbakogu、1992年10月1日 - ）は、ナイジェリア・ラゴス出身のサッカー選手。ポジションはFW。

## 経歴
ナイジェリアのラゴスで生まれたが、ムバコグがまだ幼い時、家族揃ってイタリアのスコルツェへと移住し、ムバコグも地元のスコルツェ・ペッセジャというクラブチームに加入する。2006年、カルチョ・パドヴァの下部組織に移籍し、2009年はパレルモの下部組織にレンタル移籍する。
2014年7月23日、セリエBのカルピFCと5年契約を結んだ。2014-15シーズンにはリーグ戦30試合15得点という記録を残し、セリエBの年間ベストイレブンに選出された。また、ムバコグの活躍もあり、カルピは昇格プレーオフを勝ち抜き、2015-16シーズンのセリエA昇格を決めた。しかし、セリエAではムバコグ自身も怪我などで本領発揮とはいかず、カルピはわずか1年で再びセリエBに降格してしまった。
2019年1月8日、ユース時代を過ごしたパドヴァと2018-19シーズン終了までの短期契約を交わした。